# Pandharpur

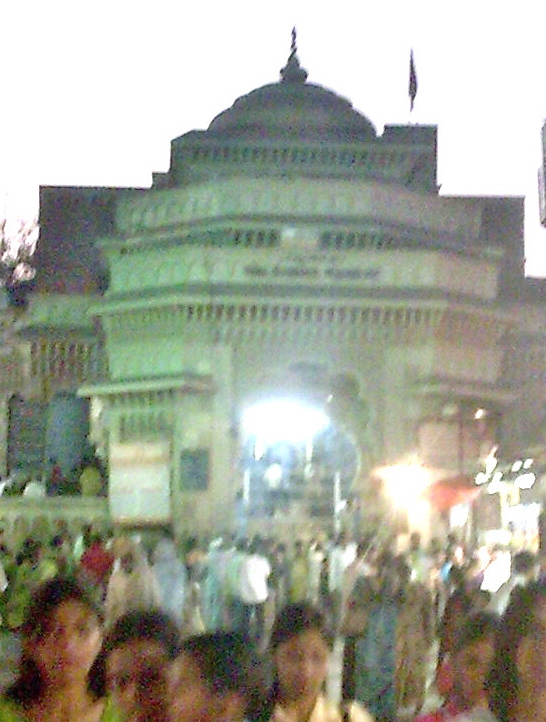
Porta principal del temple de Vithoba

Pandharpur és una ciutat, municipi i centre de pelegrinatge a la vora del riu Bhima al districte de Solapur a Maharashtra, amb el temple de Vithoba que atreu cada any mig milió de pelegrins al juny-juliol. Consta al cens del 2001 amb una població de 91.381 habitants. El 1901 tenia 32.405 habitants.

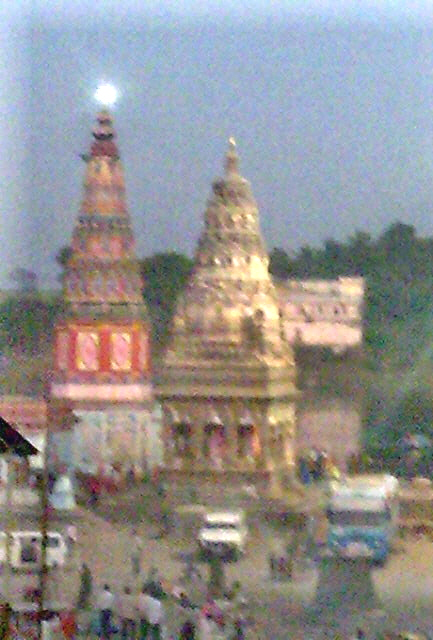
Temples a la riba del Bhima, Pandharpur

El 1659 el general de Bijapur, Afzal Khan, va acampar a Pandharpur en el seu camí de Bijapur (ciutat) a Wai prop de Satara (ciutat). El 1774 fou escenari d'una batalla entre el peshwa Raghunath Rao i Trimbak Rao Mama (enviat pels ministres de Poona per oposar-se a l'anterior). El 1817 es va lliurar una batalla de resultat indeterminat entre el peshwa i els britànics del general Smith acompanyat d'Elphinstone. El 1847 el dacoit (bandit) Raghuji Bhangrya fou atrapat a Pandharpur pel tinent (més tard general) Gell. El 1857 les oficines i el tresor local foren atacats pels rebels però la policia els va poder rebutjar, El 1879 Vasudeo Balwant Phadke, un cap de bandits, fou capturat quan anava cap a Pandharpur.

Mapa del temple de Vithoba de Pandharpur.

Els darrers any s'està estudiant la proposta que la subdivisió de Pandhapur del districte de Sholapur, esdevingui un districte separat. El districte de Sholapur és el més gran de Maharashtra.